# کیسوکه اوگاوا
کیسوکه اوگاوا (ژاپنی: 圭佑小川؛ زادهٔ ۵ سپتامبر ۱۹۸۶) بازیکن فوتبال اهل ژاپن است.